# Seraincourt, Val-d'Oise
Seraincourt là một xã ở tỉnh Val-d’Oise, thuộc vùng Île-de-France ở miền bắc nước Pháp.